# Le case del vedovo
Le case del vedovo (Widower's Houses) è una commedia in tre atti del drammaturgo irlandese George Bernard Shaw, rappresentata al Royalty Theatre Londra nel 1892. Nonostante Shaw avesse cominciato a scrivere per il teatro nel 1878, Le case del vedovo fu la prima delle sue opere teatrali a essere stata rappresentata sulle scene.

## Trama
Atto I
Harry Trench è un dottore povero ma di origini aristocratiche che sta trascorrendo le vacanze a Remagen insieme all'amico William Cokane. I due incontrano un imprenditore, Mr Sartorius, e sua figlia Blanche; Harry e Blache si innamorano e si fidanzano.
Atto II
Di ritorno a Londra, Sartorius discute con Mr Lickheese, uno dei suoi impiegati, e rivela di essere un proprietario di casa senza scrupoli che affitta le sue proprietà fatiscenti a persone con pochi mezzi. Lickcheese, che si occupa di riscuotere gli affitti, viene licenziato da Sartorius, che lo accusa di essere troppo tenero con gli affittuari. Trench e Cokane vengono in visita, ma quando il medico scopre che il futuro suocero si arricchisce sulla pelle dei poveri impone alla fidanzata di non accettare più soldi dal padre dopo il matrimonio. I due giovani litigano furiosamente al riguardo e cancellano il fidanzamento. Sartorius rivela alla figlia che anche i magri guadagni dell'ex fidanzato provengono da interessi applicati con pochi scrupoli e, pertanto, non più onesti dei propri. Tuttavia, la notizia non consola Blanche, che rompe con Harry perché l'ha ferita troppo profondamente.
Atto III
Trench, Cokane e Lickcheese tornano a casa di Sartorius e qui il medico perde la propria superiorità morale dopo aver scoperto che anche i suoi introiti si basano sullo sfruttamento di alcune persone. Questa rivelazione lo spinge a riconciliarsi con Blanche.

## Composizione e stampa
Shaw cominciò a scrivere la pièce nel 1885 insieme a William Archer, ma quando i rapporti tra i due scrittori deteriorarono il progetto fu abbandonato. Alcuni anni dopo l'impresario Jakub Grein chiese a Shaw di completare l'opera e il drammaturgo revisionò quanto scritto in precedenza ed aggiunse un terzo atto. Il dramma fu pubblicato per la prima volta nel 1898 nella collezione Plays Unpleasant, insieme a The Philanderer e La professione della signora Warren.

## Rappresentazioni e adattamenti
Le case del vedovo fu messa in scena per la prima volta al Royalty Theatre nel 1892 prodotta dall'Independent Theatre Society; quest'ultima era una associazione privata e tale organizzazione permetteva di aggirare le leggi sulla censura imposte dall'ufficio del Lord ciambellano. 
Nel 2011 Martin Jarvis ha diretto un adattamento radiofonico del dramma per la BBC, interpretato da Ian Mckellen (Sartorius), Charles Dance (Cokane), Honeysuckle Weeks (Blanche), Dan Stevens (Trench) e Tim Pigott-Smith (Lickcheese).